# Kenn George
Kenneth S. George II, conocido como Kenn George (nacido el 5 de junio de 1948), es un empresario, político y diplomático estadounidense. Entre 2019 y 2021 se desempeñó como embajador de los Estados Unidos en la República Oriental del Uruguay.
Entre 1999 y 2003 fue diputado en la Cámara de Representantes de Texas por el Partido Republicano de los Estados Unidos, representando al Distrito 108 (que cubre el Condado de Dallas).